# Audrey Nkamsao
Audrey Nkamsao Mbonda (* 28. Juli 1989) ist eine kamerunische Hürdenläuferin, die sich auf die 400-Meter-Distanz spezialisiert hat, aber auch im 400-Meter-Lauf an den Start geht.

## Sportliche Laufbahn
Erste internationale Erfahrungen sammelte Audrey Nkamsao bei den Afrikameisterschaften 2012 in Porto-Novo, bei denen sie über 400 Meter bis in das Halbfinale gelangte, in dem sie mit 55,20 s ausschied. Auch über 400 Meter Hürden schied sie in 58,94 s im Vorlauf aus. Im Jahr darauf nahm sie an den Spielen der Frankophonie in Nizza teil, gelangte aber auch dort in beiden Bewerben nicht bis in das Finale. Mit der 4-mal-100-Meter-Staffel belegte sie aber in 47,23 s den siebten Platz. 2014 schied sie bei den Afrikameisterschaften in Marrakesch über 400 Meter mit 54,98 s in der ersten Runde aus, erreichte über die Hürden in 58,90 s Rang sieben und wurde sowohl mit der 4-mal-100-Meter- als auch mit der 4-mal-400-Meter-Staffel Fünfte. 2015 nahm sie an den Afrikaspielen in Brazzaville teil und gelangte dort über 400 Meter bis in das Halbfinale, in dem sie mit 56,33 s ausschied. Zudem klassierte sie sich im Hürdenlauf in 59,18 s auf dem fünften Rang und wurde mit der 4-mal-400-Meter-Staffel disqualifiziert. Im Jahr darauf schied sie bei den Afrikameisterschaften in Durban mit 59,70 s in der ersten Runde aus und wurde mit der 4-mal-100-Meter-Staffel in 46,23 s Sechste. Bei den Spielen der Frankophonie 2017 in Abidjan belegte sie in 55,74 s den siebten Platz über 400 Meter sowie in 60,53 s den fünften Platz über die Hürden. Im Jahr darauf wurde sie bei den Afrikameisterschaften in Asaba in 61,35 s Siebte über die Hürden und erreichte mit der 4-mal-100-Meter-Staffel in 46,26 s den fünften Platz. 2024 schied sie bei den Afrikameisterschaften in Douala mit 1:01,42 min in der Vorrunde über 400 m Hürden aus.

## Persönliche Bestzeiten
- 400 Meter: 54,28 s, 2. Juni 2012 in Genf
- 400 m Hürden: 58,17 s, 6. Juni 2015 in Genf